# 중세 문학
다음은 중세 유럽 문학에 관한 설명이다.
중세는 기독교와 프랑스·독일 등지에서 흘러들어온 <성배(聖杯) 이야기> <트리스탄과 이졸데> 등의 로만스 영향 밑에 있었기 때문에 북구로서의 특색이 희박하므로 극히 간단히 서술한다.
노르웨이에서는 호콘 호콘손왕(王) 시대에 쓰여진 계몽서 <왕의 거울>, 덴마크에서는 코펜하겐을 세운 승려 아브사롱의 비서였던 삭소 그라마티쿠스가 라틴어로 쓴 <게스타 다노룸>(덴마크인의 사적), 스웨덴에서는 북구수도회의 기초를 만들어낸 성 비르이타(1303-1373)의 수기 <계시(啓示)>를 들 수 있을 것이다. 삭소의 작품은 덴마크의 신화시대로부터 쓰기 시작하여 유명한 햄릿 왕자의 전설도 포함된 아주 재미있는 책이다. 아이슬란드에서는 스칼드 시(詩)가 전향하여 종교시가 되었고, <마리아의 노래> <백합> <꿈의 리듬> 등의 역작들이 나왔다. ‘사가’는 당초의 힘찬 리얼리즘 정신을 잃고 공상적·동화적인 경향으로 흘러 그것이 민화(民話)에 연결되는 것으로 보인다. 스웨덴이나 덴마크에서는 로만스의 영향으로 많은 민요가 탄생되었다.

## 개요
966년에 기독교를 받아들인 이후의 수세기간은 로마 카톨릭 문화의 영향으로 라틴어에 의한 문학이 발달했다. 라틴어로 쓰여진 폴란드 문학 초기의 뛰어난 작품에는 12-13세기에 속하는 연대기·성인전이 있다. 폴란드어에 의한 문헌은 겨우 13세기경부터 출현했고 가장 오랜 폴란드어 텍스트는 <보구로지차(신을 낳은 자＝Bogurodzica)>라 불리는 성모 마리아에의 짧은 찬가이다. 15세기에 들어 폴란드 문화의 최초의 개화기가 찾아든다. 이때 폴란드는 야계워(Jagiellon) 왕조의 강력한 중앙집권하에 유럽 강대국의 하나로서 중·동구세계에 군림했다. 1364년에 창립된 크라코바 대학은 1400년에 중세적 종합대학으로 확대되어 각 분야에서 우수한 학자를 배출하여 명성을 떨쳤다. 크라코바 대학에서 베르길리우스를 강의한 그주고슈(1400-1477?)나 이탈리아인 필립 부오나코르시(1437-1496?)에 의해 인문주의가 재빨리 폴란드로 침투를 하기 시작했다. 얀 도우고쉬(1415-1480)의 12권으로 된 <폴란드사(史)>는 이 시대의 민족의식의 성장을 말해준다. 얀 오스트로로그(1436-1501?)는 최초의 걸출한 인문주의자로서 라틴어 논문 <국가건설에 관한 각서>(1475)에서 교회와 귀족사회에 대해 비판했다. 라틴어에 의한 저술은 여전히 우세했으나 1473년에는 브로츠워프에서 활판 인쇄가 시작되어, 1475년에는 폴란드어로 된 최초의 간행본이 인쇄되었다.